# اچ‌ام‌اس نیمفه (۱۸۶۶)
اچ‌ام‌اس نیمفه (۱۸۶۶) (به انگلیسی: HMS Nymphe (1866)) یک کشتی بود که طول آن ۱۸۷ فوت (۵۷ متر) بود. این کشتی در سال ۱۸۶۶ ساخته شد.